# Громки (Светлоярский район)
Громки — хутор в Светлоярском районе Волгоградской области, в составе Светлоярского городского поселения.

## География
Хутор расположен в пределах Волго-Ахтубинской поймы, являющейся частью Прикаспийской низменности на правом берегу ерика Пашков, примерно в 0,8 км от левого берега Волги. Хутор окружён пойменными лесами, расположен на высоте около 10 метров ниже уровня моря.
В системе расселения Светлоярского района хутор занимает изолированное положение. Автомобильное сообщение с районным центром возможно только через территории Ленинского и Среднеахтубинского районов и города Волгоград. Расстояние до центра Волгограда составляет 62 км. Ближайший населённый пункт хутор Лещев Ленинского района расположен в 4 км к востоку от хутора Громки.

## История
На 01.01.1905 год. Управление, хуторской приказный, смешанное училище. В хуторе находилось казачьих дворов 24, в них проживало 62 мужского и 56 женского пола. Всего 118 лиц войскового сословия
Дата основания не установлена, но хутор Громки — расположенный в 60-64 верстах ниже станицы Пичужинской Астраханского казачьего войска в Ахтубинском участке № 26 на пограничной территории Царевского и Черноярского уездов Астраханской губернии. Использовался казаками Пичуженской станицы для проживание, сенокоса, летовья, рыболовства, транспортных целях. Хутор Громки значится в списке населённых пунктов Среднеахтубинского района по состоянию на 1928 году. В 1935 году хутор Громки в составе Репинского сельсовета был передан Краснослободскому району Сталинградского края (с 1936 года — Сталинградской области). После упразднения Краснослободского района включён в состав Среднеахтубинского района.
В соответствии с решением исполнительного комитета Сталинградского Областного Совета депутатов трудящихся от 11 апреля 1957 года № 8/180 «О перечислении хутора Громки из административного подчинения Репинского сельского Совета Средне-Ахтубинского района, в административное подчинение Светлоярского сельского Совета Красноармейского района Сталинградской области» хутор Громки был перечислен из Репинского сельского Совета Средне-Ахтубинского района в административное подчинение Светлоярского сельского Совета Красноармейского района (с 1960 года — Светлоярский район).

## Население
Динамика численности населения по годам:
| 1987 | 2002 | 2010 |
| ---- | ---- | ---- |
| ≈100 | 114  | 47   |